# 双(三氟甲基磺酰)氨基钠
双(三氟甲基磺酰)氨基钠是一种钠的氨基化物，化学式为C2F6NO4S2Na。它可由三氟甲磺酰氟为原料经(三氟甲磺酰)(三甲基硅基)氨基钠反应制得。它和浓硫酸反应，真空升华后可以得到双(三氟甲磺酰)胺。它和氯化重氮苯反应，可以得到双(三氟甲基磺酰)氨基重氮苯。